# いいじゃないの幸せならば
「いいじゃないの幸せならば」（いいじゃないのしあわせならば）は、1969年7月15日に発売された佐良直美の8枚目のシングル。

## 解説
- 佐良直美は本楽曲で1969年に開催された『第11回日本レコード大賞』で大賞を受賞した。第9回では新人賞を獲得しており、同賞では橋幸夫に続いて史上二人目の2冠（新人賞と大賞）となった[注釈 1]。1969年のオリコン年間ヒットチャートでは、第22位にランクイン。

- また、1969年の『第20回NHK紅白歌合戦』でも本楽曲が歌唱された。

- 作曲者は、佐良の歌手デビュー曲「世界は二人のために」同様にいずみたく。いずみが著書の中で「とんでもない作詞をしてきたものである」と述懐した[1]、退廃的な歌詞は岩谷時子によるもの。2005年11月25日にフジテレビ系で放送されたテレビドラマ『女の一代記 越路吹雪 愛の生涯〜この命燃えつきるまで歌う〜』（越路吹雪役：天海祐希、岩谷時子役：松下由樹）では、本楽曲のタイトルが生まれたエピソードが描かれている。

- 1970年にフジテレビ系列で放送されたバラエティ番組『祭りだ!ワッショイ!』のワンコーナー「おたのしみアニメ劇場（歌謡アニメ劇場）」において、佐良直美の歌う「いいじゃないの幸せならば」が使用された[2]。

- 2008年11月と12月に歌手・桑田佳祐が開催したチャリティ・ライヴ“アクト・アゲインスト・エイズ（Act Against AIDS）”の2008年公演「桑田佳祐 昭和八十三年度！ひとり紅白歌合戦」内でカバーされた。翌2009年3月にはDVDソフト化もされている。その他のカバー例は、下記「#主なカバー」参照のこと。

## 収録曲
- 全曲作詞：岩谷時子／作曲・編曲：いずみたく

1. いいじゃないの幸せならば
2. 涙のおさけ

### 定価
発売当時は370円

## 主なカバー
- 木の実ナナ - アルバム『SHOW GIRLの時間旅行～my favorite songs』（2012/11/14発売、TKCA-73838）収録
- 桑田佳祐 - 映像作品『昭和八十三年度！ひとり紅白歌合戦』（2009/3/25発売、VIBL-700/1）収録
- ちあきなおみ - アルバム『ちあきなおみムード歌謡全曲集』（2004/8/25発売、COCA-72130）収録
- 夏木マリ - シングル（1998/4/21発売、CODA-1502）、信藤三雄監督『代官山物語』挿入歌
- 西田佐知子 - アルバム『DOBLE DELUXE ALBUM』（1970/1月発売、MR-9074/5）収録
- ハナレグミ - アルバム『だれそかれそ』（2013年/5/22発売、VICL-64024）収録
- 森昌子 - アルバム『あのころ』（2007/8/22発売、PCCA-2523）収録
- 由紀さおり&ピンク・マルティーニ - アルバム『1969』（2011/10/12発売、TOCT-27098）収録

## 収録作品
- GOLDEN☆BEST deluxe 佐良直美 コンプリート・シングルス+ヒット・カバー・コレクション
- GOLDEN☆BEST 忘れ得ぬ名唱・佐良直美
- 佐良直美 BEST OF BEST
- 青春歌年鑑 1969 BEST30
- あの時代にかえりたい（通販CD）